# Himno de Galicia
Os Pinos (en español, ‘Los Pinos’) es el himno de Galicia, según se establece en su Estatuto de Autonomía de Galicia y la Ley 5/1984, de 29 de mayo, de símbolos de Galicia. Recibe ese nombre dado que su letra la constituyen las dos primeras partes —cuatro estrofas de las diez que tiene— del poema de Eduardo Pondal Os Pinos. La música fue compuesta por Pascual Veiga.

## Historia
El texto del himno es fruto de la correspondencia que mantuvieron Eduardo Pondal y Pascual Veiga en 1890, en el que el compositor le solicitaba al escritor un texto para una partitura que iba a presentar con motivo de un certamen en el que se iba a elegir el mejor himno gallego para el caso que el premio resultara desierto. Después de varias redacciones, Pondal le envía un primer texto que tituló Breogán. Pascual Veiga le solicita algunos cambios en la acentuación para adaptarlo rítmicamente a la música que había compuesto. 
El texto definitivo se publicó ya como Os Pinos por primera vez el 22 de mayo de 1890 en un folleto del certamen musical que había convocado el Orfeón n.º 4 de La Coruña para elegir la mejor Marcha Regional Gallega. El texto apareció también en A Monteira de Lugo y en El Eco de Galicia de La Habana. Al final, aunque hubo ensayos, el himno no se interpretó (la mayoría de las versiones de la letra del himno derivan del texto que apareció en la número 18 de la revista Galicia de La Habana en 1905; en 1978 el texto se integró en la segunda edición, realizada por la Real Academia Gallega, de Queixumes dos pinos, base de las versiones modernas del texto).
Al igual que otros símbolos de Galicia, como la bandera, el establecimiento del himno gallego fue fruto de la emigración. En 1907, Xosé Fontenla Leal le encargó a Manuel Curros Enríquez (uno de los mayores exponentes del Rexurdimento gallego, que residía en La Habana) que escribiese la letra, y a José Castro "Chané" la música, pero Curros no fue capaz de componer la letra rápidamente y Fontenla decidió escoger el poema de Pondal con la música de Veiga. Se estrenó el 20 de diciembre de 1907 en el Centro Gallego de La Habana -hoy Gran Teatro de La Habana- y hasta 1923 fue entonado por regionalistas y agraristas en sus actos, consolidándose paulatinamente como símbolo de Galicia. Cuándo se prohibió su uso durante la dictadura de Primo de Rivera, las sociedades gallegas de América intensificaron su interés por su interpretación pública. Con la Segunda República alcanzó el reconocimiento oficial.
Se evitó su uso durante la dictadura franquista e incluso durante la etapa de aperturismo del régimen sólo se cantaba, en todo caso, en actos culturales y como una canción más dentro del folclore gallego. Sin embargo, desde 1960 comienza a interpretarse de manera más explícita, aunque disimulando sus aspectos ideológicos. En concreto, se cantaba sólo la primera parte.
En 1975, mientras tenían lugar unos actos folclóricos en la fiesta del Apóstol Santiago, la gente comenzó a erguirse para cantarlo. Al año siguiente,( muerto ya el dictador), se instauró esta costumbre de manera definitiva en la Plaza de la Quintana, ratificado también por las autoridades asistentes. Los partidos no nacionalistas lo asumirían, finalmente, en la campaña de las primeras elecciones democráticas (1977).t

## Motivos
El motivo central del himno es que Galicia despierte de su sueño y emprenda el camino hacia la libertad, escuchando, para ello, la voz de los rumorosos pinos, que simbolizan al pueblo gallego. El nombre de Galicia no figura en el poema, como es habitual en Pondal, y en su lugar se hacen referencias metafóricas al hogar y a la nación de Breogán.
Además del celtismo y del helenismo siempre presentes en la obra de Pondal, fue su capacidad para penetrar en los sentimientos del pueblo y expresar sus aspiraciones fundamentales, lo que posibilitó su éxito.

## Letra
En 1890, cuando fue escrito el poema original, todavía no existía una norma ortográfica establecida del idioma gallego. La letra del himno oficializada en 1984 siguió la normativa ortográfica (Normas ortográficas e morfolóxicas do Idioma Galego) vigente para el idioma gallego en dicha fecha, por lo que, consecuentemente, existen diferencias de escritura entre la letra del himno y la versión original del poema de Pondal.

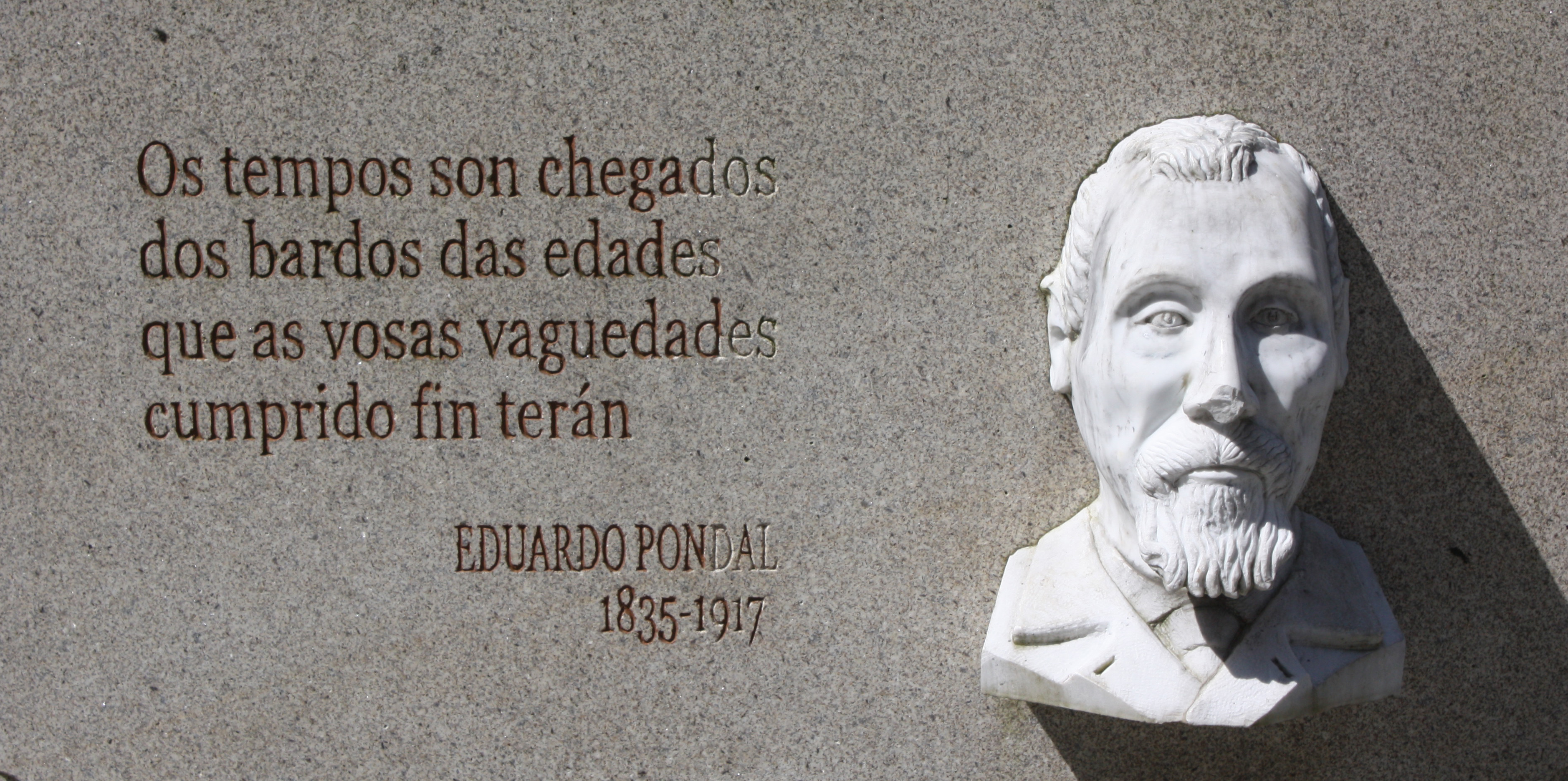
Placa en la plaza Mayor de Lugo.

| Gallego (letra oficial) | Gallego (letra original de 1890) | Español |
| --- | --- | --- |
| Que din os rumorosos na costa verdescente, ao raio transparente do prácido luar? Que din as altas copas de escuro arume arpado co seu ben compasado monótono fungar? Do teu verdor cinguido e de benignos astros, confín dos verdes castros e valeroso chan, non des a esquecemento da inxuria o rudo encono; esperta do teu sono Fogar de Breogán. Os bos e xenerosos a nosa voz entenden e con arroubo atenden o noso rouco son, mais só os ignorantes e féridos e duros, imbéciles e escuros non nos entenden, non. Os tempos son chegados dos bardos das idades que as vosas vaguedades cumprido fin terán; pois, onde quer, xigante a nosa voz pregoa a redenzón da boa Nazón de Breogán. | Que din os rumorosos Na costa verdecente, Ó rayo trasparente, Do prácido luar...? Que din as altas copas D'escuro arume arpado, Co seu ben compasado, Monótono fungar...? Do teu verdor cingido, É de benígnos astros, Confin dos verdes castros, E valeroso clán, Non dés a esquecemento, Da injuria o rudo encono; Despérta do teu sono, Fogar de Breogán. Os boos e generosos, A nosa voz entenden; E con arroubo atenden, O noso rouco son; Mas, sós os ignorantes, E férridos e duros, Imbéciles e escuros No-nos entenden, non. Os tempos son chegados, Dos bardos das edades, cas vosas vaguedades, Cumprido fin terán; Pois donde quer gigante, A nosa voz pregóa, A redenzón da bóa Nazón de Breogán. | ¿Qué dicen los rumorosos, en la costa verdeante al rayo transparente de la plácida luz de luna? ¿Qué dicen las altas copas de oscuro follaje arpado con su bien acompasado monótono zumbar? De tu verdor ceñido y de benignos astros confín de los verdes castros y valeroso suelo. No des al olvido de la injuria el rudo encono; despierta de tu sueño Hogar de Breogán. Los buenos y generosos nuestra voz entienden y con devoción atienden nuestro ronco sonido, Pero solo los ignorantes y débiles y duros, imbéciles y oscuros no nos entienden, no. Los tiempos son llegados de los bardos de las edades que vuestras vaguedades cumplido fin tendrán; pues, donde quiere, gigante, nuestra voz pregona la redención de la buena Nación de Breogán. |